# 68Y busz (Budapest)
A budapesti 68Y jelzésű autóbusz Kispest, Kossuth tér és Rákosszentmihály, Csömöri út között közlekedett. A viszonylatot a Budapesti Közlekedési Vállalat üzemeltette.

## Története
A járatot 1961. december 4-én indították Kispest, Hunyadi utca és Rákosszentmihály, Csömöri út között a módosuló 68-as busz helyett. 1973 februárjában megszűnt, helyét Rákosszentmihályon ideiglenesen a 31Y busz vette át, mely 1979-ben már 144-es jelzéssel a Fogarasi úti felüljárón át közlekedett, ekkor hosszabbították meg a 77-es buszt az Örs vezér teréig a Thököly úton keresztül. A Keresztúri úton a 67-es, a Kozma utcától Kispestig a 68-as busz pótolta. A busz csak csúcsidőszakban közlekedett, megszüntetésében valószínűleg szerepet játszott, hogy hat szintbeli vasúti kereszteződése volt. Teljes útvonalán azóta sem közlekedik közvetlen buszjárat.

## Útvonala
| Rákosszentmihály, Csömöri út felé | Kispest, Kossuth tér felé |
| --- | --- |
| Kispest, Kossuth tér vá. – Hunyadi utca – József Attila utca – Rákóczi utca – Eötvös utca – Vak Bottyán utca – Lehel utca – Vasgyár utca – Gyömrői út – Újhegyi út – Kozma utca – Jászberényi út – Keresztúri út – Kerepesi út – Szabadság útja – Thököly út – Batthyány utca – Csömöri út – Rákosszentmihály, Csömöri út vá. | Rákosszentmihály, Csömöri út vá. – Csömöri út – József utca – Varga József utca – Batthyány utca – Thököly út – Szabadság útja – Kerepesi út – Keresztúri út – Jászberényi út – Kozma utca – Újhegyi út – Gyömrői út – Vasgyár utca – Lehel utca – Vörös Hadsereg útja – Kispest, Kossuth tér vá. |

## Megállóhelyei
A megállóhelyek nevei a többi járat megállóhelyei alapján kerültek feltüntetésre, ezért apróbb eltérések előfordulhatnak.
| 0  | Rákosszentmihály, Csömöri út végállomás  | 37 | 31, 92 69 Rákosszentmihályi HÉV                                   | 24Y, 31, 31A, 92, 92Y                            |
| 1  | József utca                              | ∫  | 31, 92                                                            | 31, 31A, 92, 92Y                                 |
| 2  | Varga József utca                        | ∫  | 92                                                                | 92                                               |
| 3  | Batthyány utca (↓) Varga József utca (↑) | 35 | 31                                                                | 31, 31A                                          |
| 4  | Rákosi út                                | 33 | 31 Rákosszentmihályi HÉV                                          | 31, 31A, 31Y                                     |
| 5  | Budapesti út                             | 31 |                                                                   | 31Y                                              |
| 6  | Őrmester utca (↓) Sasvár utca (↑)        | 30 |                                                                   | 31Y                                              |
| 7  | Sashalmi tér                             | 31 | Rákosszentmihályi HÉV                                             | 31Y                                              |
| 8  | Szabadság útja (↓) Thököly út (↑)        | 28 | 44, 44Y, 45, 46                                                   | 31Y, 45, 45Y, 46, 76, 144, 144A                  |
| 9  | Nagyicce, HÉV-állomás                    | 27 | 44, 44Y, 45, 46 Gödöllői és csömöri HÉV Rákosszentmihályi HÉV     | 31Y, 45, 45Y, 46, 76 Gödöllői és csömöri HÉV     |
| 10 | Egyenes utca (↓) Pilisi utca (↑)         | 26 | 44, 44Y, 45, 46                                                   | 31Y, 45, 45Y, 46, 76                             |
| 11 | Keresztúri út (↓) Kerepesi út (↑)        | 25 | 44, 44Y, 45, 46, 67 Gödöllői és csömöri HÉV Rákosszentmihályi HÉV | 31Y, 45, 45Y, 46, 67, 76 Gödöllői és csömöri HÉV |
| 12 | EGIS Gyógyszergyár                       | 24 | 67                                                                | 67                                               |
| 13 | MÁV-telep                                | 23 | 67                                                                | 67                                               |
| 14 | Duna Kertészet                           | 22 | 67                                                                | 67                                               |
| 15 | Főkert Díszítőüzem                       | 21 | 67                                                                | 67                                               |
| 16 | Kohászati Vállalat                       | 20 | 67                                                                | 67                                               |
| 17 | Városszéli sorompó                       | 19 | 61, 62, 62B, 62Y, 67, 68, 162                                     | 61, 62, 62B, 62Y, 67, 68, 162                    |
| 18 | Fátyolka utca                            | 18 | 61, 62, 68                                                        | 61, 62, 62B, 62Y, 68                             |
| 20 | Kozma utca                               | 16 | 61, 62, 68, 162                                                   | 61, 62, 62B, 62Y, 68, 162                        |
| 21 | Gránátos utca                            | 15 | 68 28                                                             | 68 28                                            |
| 22 | Izraelita temető                         | 14 | 68 28                                                             | 68 28                                            |
| 23 | Új köztemető                             | 13 | 17Y, 68, 95 28, 37                                                | 17Y, 68, 68A, 95 28, 37                          |
| 25 | Maglódi út                               | 12 | 17Y, 68                                                           | 17Y, 68, 68A                                     |
| 26 | Harmat utca                              | 11 | 17Y, 68                                                           | 17Y, 68, 68A                                     |
| 27 | Bányató utca                             | 9  | 17Y, 68                                                           | 17Y, 68, 68A                                     |
| 29 | Gyömrői út (↓) Újhegyi út (↑)            | 7  | 17, 17Y, 68, 117, 117A                                            | 17, 17Y, 68, 68A, 80, 117, 117A                  |
| 31 | Sibrik Miklós út                         | 6  | 17, 17Y, 68, 117, 117A                                            | 17, 17Y, 68, 68A, 117, 117A                      |
| 33 | Vasgyár utca (↓) Gyömrői út (↑)          | 4  | 17, 17Y, 51, 68, 117, 117A                                        | 17, 17Y, 51, 68, 68A, 117, 117A                  |
| 33 | Vaspálya utca                            | 4  | 51, 68 Kőbánya-Kispest                                            | 51, 68, 68A Kőbánya-Kispest                      |
| 34 | Vak Bottyán utca (↓) Lehel utca (↑)      | 3  | 51, 68                                                            | 51, 68, 68A                                      |
| 35 | Vörös Hadsereg útja                      | ∫  | 35, 51, 68, 93 50, 52                                             | 35, 35Y, 51, 68, 68A, 93 50, 52                  |
| 37 | Kispest, Kossuth tér végállomás          | 0  | 35, 48, 51, 68, 93, 135 50, 52                                    | 35, 35Y, 48, 51, 68, 68A, 93, 135 50, 52         |